# Carl Magnus Nordin
Carl Magnus Nordin, född 12 oktober 1712, död 29 januari 1773 i Bygdeå församling, var en svensk präst.

## Biografi
Carl Magnus Nordin föddes 1712. Han var son till länsmannen Måns Carlsson Nordin och Ingeborg Jönsdotter. Nordin blev 31 augusti 1731 student vid Uppsala universitet och senare vid Kungliga Akademien i Åbo, där han fullföljde sina studer. Han prästvigdes 30 november 1738 till adjunkt i Indals församling och blev 1740 extra ordinarie predikant vid kungliga livgardet. Sistnämnda år så blev han även huspredikant hos grevinnan von Fersen. Nordin blev 16 januari 1760 kyrkoherde i Bygdeå församling och tillträdde i maj 1760. Han avled 1773 i Bygdeå och hans söner satte upp en minnestavla i Bygdeå kyrka över honom.

### Familj
Nordin gifte sig 1744 med Margareta Stecksenia (1721–1793). Hon var dotter till kyrkoherden Joh. Stecksenius i Indals församling. De fick tillsammans barnen Sophia Margareta Nordin (1745–1795) som var gift med lanträntmästaren Anders Nessler i Umeå och lanträntmästaren Christopher Aron Moritz, landshövdingen friherre Johan Magnus af Nordin (1746–1823), biskopen Carl Gustaf Nordin (1749–1812) i Härnösands stift, Ulrika Christina Nordin (född 1754) som var gift med kyrkoherden Carl Johan Nortman i Bygdeå församling, Ephraim Wilhelm Nordin (född 1761) och Carolina Wilhelmina Nordin (född 1764).